# Sparisoma amplum
Sparisoma amplum es una especie de peces de la familia Scaridae en el orden de los Perciformes.

## Morfología
• Los machos pueden llegar alcanzar los 39 cm de longitud total.

## Distribución geográfica
Es un endemismo del Brasil.